# Carl Rühlemann
Carl Rühlemann (* 31. März 1864 in Gatterstädt; † 28. August 1947 in Lutherstadt Eisleben) war ein deutscher Lehrer, Regionalhistoriker und Archivar. Er verfasste mehr als 130 Veröffentlichungen.

## Leben
Nach dem Besuch der Volksschule in Gatterstädt erhielt Rühlemann am Lehrerseminar in Eisleben seine Ausbildung und wurde als Lehrer an der I. Bürgerschule in Eisleben angestellt. 1916 wurde er Konrektor und blieb es bis zu seiner Pensionierung 1924. 1894 war Rühlemann Mitglied im örtlichen Verein für Geschichte u. Altertümer der Grafschaft Mansfeld geworden und arbeitete eng mit dem langjährigen Vorsitzenden des Vereins, Hermann Größler, (1840–1910) zusammen. 1913 wurde auf Initiative des Vereins in Eisleben ein regionalhistorisches Museum eröffnet, dessen ehrenamtlicher Leiter Rühlemann bis zu seinem Tod war. Die Sammlungen dieses Museums bildeten den Grundstock für das Museum in Martin Luthers Geburtshaus, das zum UNESCO-Weltkulturerbe gehört.

## Veröffentlichungen (Auswahl)
- Das Register zum Bürgerbuche der Altstadt Eisleben 1706 - 30. Juni 1766, Halle 1940.
- Das Register zum Bürgerbuche der Altstadt Eisleben 1. Juli 1766 - 1802, Halle 1941.
- Luthers Geburtshaus bis zum Reformationsjubeljahre 1917, Eisleben, 1930, 2. Aufl.
- Museum des Vereins für Geschichte und Altertümer der Grafschaft Mansfeld zu Eisleben. Eisleben, 1927.
- Lutherstadt Eisleben, Eisleben, 1926.
- Luthers Geburtshaus bis zum Reformationsjubeljahre 1917. Eisleben, 1917.
- Vogelwiese, Vogelschießen und Wiesenmarkt zu Eisleben, Eisleben, 1911.

## Ehrungen
In Eisleben wurde zu Ehren Rühlemanns der Carl-Rühlemann-Platz benannt. Anlässlich seines 80. Geburtstages erhielt er die Ehrenbürgerwürde der Stadt Eisleben.